# Juhani Suutarinen
Taisto Juhani Suutarinen, né le 24 mai 1943 à Uukuniemi, est un biathlète finlandais. Il est deux fois médaillé d'argent aux Jeux olympiques en relais en 1972 et 1976 et double champion du monde en 1974 (individuel et sprint).

## Biographie
Juhani Suutarinen fait ses débuts internationaux en 1966. Il obtient sa première récompense majeure aux Jeux olympiques d'hiver de 1972, où il gagne la médaille d'argent en relais, médaille qu'il décroche à nouveau quatre ans plus tard à Innsbruck dans la même épreuve. Il sort grand vainqueur des mondiaux 1974, devenant le premier champion du monde du sprint, nouvelle épreuve, et s'adjugeant le titre sur l'épreuve historique de l'individuel; il obtient également avec l'équipe de Finlande la médaille d'argent en relais. En 1975, il remporte cette fois-ci le seul titre mondial qui lui manquait, celui du relais.
Par ailleurs il remporte deux titres individuels aux Championnats de Finlande et un aux Championnats nordiques.

## Palmarès

### Jeux olympiques d'hiver
| Épreuve / Édition | Individuel | Relais                             |
| ----------------- | ---------- | ---------------------------------- |
| JO 1968 Grenoble  | -          | 5e                                 |
| JO 1972 Sapporo   | 30e        | Médaille d'argent, Jeux olympiques |
| JO 1976 Innsbruck | 13e        | Médaille d'argent, Jeux olympiques |

### Championnats du monde
- Mondiaux 1974 à Minsk :
  -  Médaille d'or en sprint et individuel.
  -  Médaille d'argent en relais.
- Mondiaux 1975 à Antholz :
  -  Médaille d'or en relais.